# Tiếng Bắc Ndebele
Tiếng Bắc Ndebele (tiếng Anh:  /ɛndəˈbiːliː/), còn gọi là Ndebele, amaNdebele, Ndebele Zimbabwe hay Ndebele Bắc, trước đây gọi là Matabele, là một ngôn ngữ châu Phi thuộc nhóm ngôn ngữ Nguni của nhóm ngôn ngữ Bantu, được nói bởi người Bắc Ndebele hay Matabele ở Zimbabwe.
Tiếng Bắc Ndebele có liên quan đến tiếng Zulu, được nói ở Nam Phi. Điều này là do người Bắc Ndebele ở Zimbabwe xuất thân từ những người theo nhà lãnh đạo người Zulu Mzilikazi (một trong những vị tướng của vua Zulu Shaka), đã rời vương quốc Zulu vào đầu thế kỷ 19 (năm 1839), trong thời Mfecane, đến nơi nay là ở Zimbabwe.
Mặc dù có một số khác biệt về ngữ pháp, từ vựng và ngữ điệu giữa tiếng Zulu và tiếng Bắc Ndebele, hai ngôn ngữ chia sẻ hơn 85% từ vựng. Đối với các nhà ngôn ngữ học Nguni nổi tiếng như Anthony Cope và Cyril Nyembezi, tiếng Bắc Ndebele là một phương ngữ của tiếng Zulu; còn những người khác như Langa Khumalo cho rằng đó là một ngôn ngữ riêng biệt. Việc phân biệt giữa một ngôn ngữ và một phương ngữ đối với hai loại ngôn ngữ rất giống nhau là rất khó, với điều kiện quyết định thường không nằm ở tiêu chí ngôn ngữ mà là ở chính trị.
Tiếng Bắc Ndebele và tiếng Nam Ndebele (hay Ndebele Transvaal), được nói ở Nam Phi, là những ngôn ngữ riêng biệt nhưng có liên quan với một mức độ nào đó, mặc dù tiếng Bắc Ndebele có liên quan chặt chẽ với tiếng Zulu hơn. Tiếng Nam Ndebele, dù vẫn giữ cái gốc Nguni, đã chịu ảnh hưởng từ các ngôn ngữ Sotho.